# Inline-Speedskating-Weltmeisterschaften 2003
Aufgrund der SARS-Epidemie in China wurden die Inline-Speedskating-Weltmeisterschaften in Suzhou nach 2005 verschoben. Der neue Austragungsort der Weltmeisterschaften wurde an das venezolanische Barquisimeto vergeben. Die Wettkämpfe fanden vom 2. bis 9. November 2003 statt.

## Frauen
| Distanz              | Gold                                                       | Silber           | Bronze                             |
| Bahn                 | Bahn                                                       | Bahn             | Bahn                               |
| -------------------- | ---------------------------------------------------------- | ---------------- | ---------------------------------- |
| 0300 m Einzelsprint  | Andrea González                                            | Julie Glass      | Berenice Moreno                    |
| 0500 m Sprint        | Valentina Belloni                                          | Jessica Smith    | Erika Zanetti                      |
| 01000 m Sprint       | Julie Glass                                                | Andrea González  | Berenice Moreno                    |
| 10000 m Punkte-Auss. | Hyo-Sook Woo                                               | Kimberlee Butler | Yi-Chin Pan                        |
| 15000 m Ausscheidung | Theresa Cliff                                              | Alexandra Vivas  | Nathalie Barbotin                  |
| 05000 m Staffel      | Vereinigte Staaten Julie Glass Jessica Smith Theresa Cliff | Kolumbien        | Taiwan                             |
| Straße               |                                                            |                  |                                    |
| 0200 m Einzelsprint  | Andrea González                                            | Julie Glass      | Valentina Belloni Jennifer Caicedo |
| 0500 m Sprint        | Jennifer Caicedo                                           | Theresa Cliff    | Jessica Smith                      |
| 10000 m Punkte       | Julie Glass                                                | Brigitte Mendez  | Simona Di Eugenio                  |
| 20000 m Ausscheidung | Jessica Smith                                              | Brigitte Mendez  | Julie Glass                        |
| 10000 m Staffel      | Vereinigte Staaten                                         | Kolumbien        | Argentinien                        |
| Langstrecke          |                                                            |                  |                                    |
| 42195 m Marathon     | Theresa Cliff                                              | Jessica Smith    | Yi-Chin Pan                        |

## Männer
| Distanz              | Gold                                               | Silber              | Bronze           |
| Bahn                 | Bahn                                               | Bahn                | Bahn             |
| -------------------- | -------------------------------------------------- | ------------------- | ---------------- |
| 0300 m Einzelsprint  | Kalon Dobbin                                       | Gregorio Duggento   | Steve Carter     |
| 0500 m Sprint        | Fabian Arcila                                      | Luca Presti         | Kalon Dobbin     |
| 01000 m Sprint       | Jordan Malone                                      | Michael Byrne       | Kalon Dobbin     |
| 10000 m Punkte-Auss. | Jordan Malone                                      | Matteo Amabili      | Shane Dobbin     |
| 15000 m Ausscheidung | Massimiliano Presti                                | Pascal Briand       | Luca Presti      |
| 05000 m Staffel      | Venezuela Daniel Alvarez Josè Bastidas Josè Ibañez | Chile               | Australien       |
| Straße               |                                                    |                     |                  |
| 0200 m Einzelsprint  | Gregorio Duggento                                  | Kalon Dobbin        | Luca Saggiorato  |
| 0500 m Sprint        | Jordan Malone                                      | Luca Saggiorato     | Juan Nayib Tobon |
| 10000 m Punkte       | Luca Presti                                        | Jordan Malone       | Pascal Briand    |
| 20000 m Ausscheidung | Pierdavide Romani                                  | Massimiliano Presti | Jordan Malone    |
| 10000 m Staffel      | Vereinigte Staaten                                 | Italien             | Frankreich       |
| Langstrecke          |                                                    |                     |                  |
| 42195 m Marathon     | Massimiliano Presti                                | Luca Presti         | Kalon Dobbin     |

## Medaillenspiegel
| Platz | Land               | Gold | Silber | Bronze | Gesamt |
| ----- | ------------------ | ---- | ------ | ------ | ------ |
| 1.    | Vereinigte Staaten | 11   | 7      | 4      | 22     |
| 2.    | Italien            | 6    | 7      | 5      | 18     |
| 3.    | Argentinien        | 2    | 1      | 1      | 4      |
| 4.    | Venezuela          | 2    | 0      | 0      | 2      |
| 5.    | Kolumbien          | 1    | 5      | 4      | 10     |
| 6.    | Neuseeland         | 1    | 2      | 4      | 7      |
| 7.    | Südkorea           | 1    | 0      | 0      | 1      |
| 8.    | Frankreich         | 0    | 1      | 3      | 4      |
| 9.    | Chile              | 0    | 1      | 0      | 1      |
| 10.   | Chinesisch Taipeh  | 0    | 0      | 3      | 3      |
| 11.   | Australien         | 0    | 0      | 1      | 1      |